# Bertric-Burée
Bertric-Burée è un comune francese di 443 abitanti situato nel dipartimento della Dordogna nella regione della Nuova Aquitania.

## Società

### Evoluzione demografica
Abitanti censiti